# Urquhart vára
Urquhart vára  Skóciában, a Loch Ness mellett, az A82-es főut mentén, Fort William és Inverness között található. Közel fekszik Drumnadrochit faluhoz. Bár manapság teljesen romos állapotban van, a középkori Skócia egyik legnagyobb erőssége volt. Maradványaiban is lenyűgöző, előkelően terpeszkedik el a dombtetőn, folyamatosan szemmel tartva a tavat. A Nessie, a „Loch Ness-i szörny” utáni kutatások is többnyire a vár környékén zajlanak.

## Történelem
A vár története Szent Kolumba idejében kezdődhetett, a 6. században, mikor valószínűleg a vár elődjére tesz utalást Adomnán a Life of Columba (Kolumba élete) című művében. Ez lehetett az a bizonyos Airchartdan nevű hely, amelyet Kolumba felkeresett a 6. század második felében, az északi piktek királyához, Brudéhoz tett egyik utazása során. Airchartdanban Kolumba keresztény hitre térítette a halottas ágyán fekvő Emchathot, valamint annak Virolec nevű fiát. Sajnos Adomnán szövege nem tesz egyértelmű utalást a várra és az epizód helyszínét Airchartdan Agrum-aként említi. Ez a bizonyos agrum könnyen lehetett Drumnadrochit is, ugyanis nem találunk erődítményre történő utalást. Mindenesetre a Leslie Alcock által 1983-ban a váron belül végzett ásatásokat követő egyik radiokarbon kormeghatározás 460-660 közé tehető időszakot eredményezett. Ez valószínűsíti, hogy volt itt egy megerősített település Kolumba látogatása idején és okkal feltételezhetjük, hogy ez lehetett Emchath otthona. Kolumba tehát valószínűleg Urquhart váránál állt meg útban Brude királyhoz, Invernessbe.
Pontosan nem tudni, hol állt, de feljegyzések bizonyítják egy vár létezését ezen a helyen, az 1200-as évek elején. A területet 1229-ben a Durward családnak adományozták, így valószínűleg ők voltak a vár építői. Az egészen bizonyos, hogy 1296-ban létezett az erődítmény, ugyanis ekkor foglalta el I. Eduárd angol király. Sir Robert Lauder of Quarrelwood volt Urquhart várának várkapitánya 1329-ben, őt 1359-ben unokája, Robert Chisholm követte. a 15. század közepén a Koronától Earl of Ross szerezte meg a várat, de röviddel ezután ismét a királyhoz került. 1509-ben ajándékként jutott a Grantok birtokába és tulajdonukban maradt egészen 1912-ig. Ezen időszak alatt többször is elfoglalták a várat. 1545-ben a McDonaldsok, majd 1644-ben a covenanter (szövetséget kötő) felkelők zsákmánya lett. 1692-ben szinte teljesen lerombolták III. Vilmos angol király csapatai, akik a jakobita erők ellen védték a várat. Az utasítás úgy szólt, hogy a vár nem válhat jakobita erősséggé. A feladat teljesült, a várat nem építették újjá, romokban maradt. A helyiek a kövek egy részét építőanyagnak hordták el, ami megmaradt, azt pedig a természet bomlasztotta tovább.

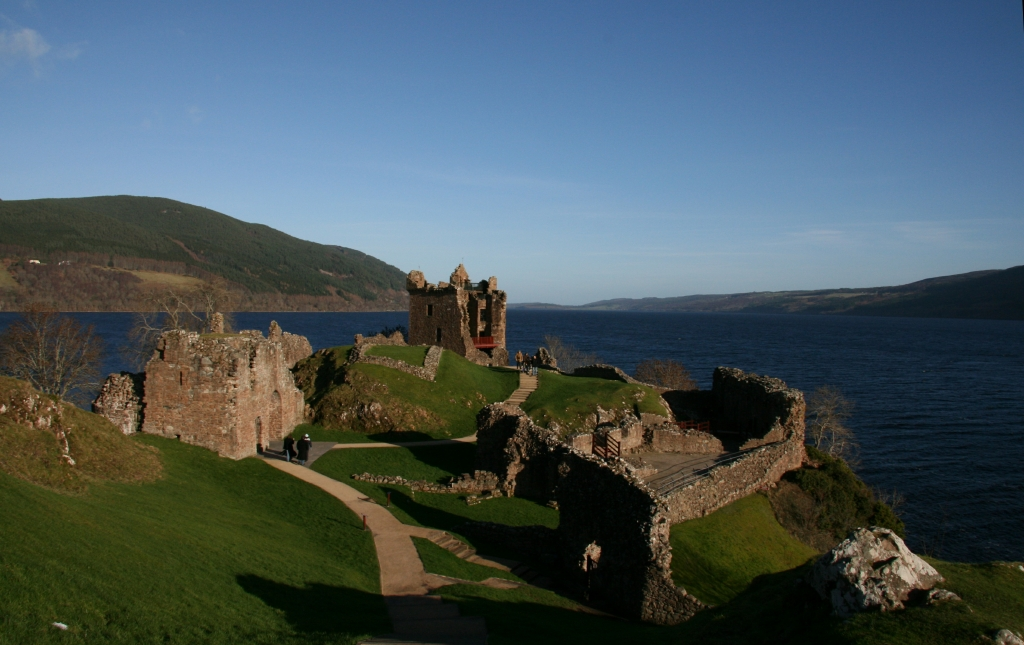
A vár látképe délről

A vár jelenleg a National Trust for Scotland (Skót Nemzeti Vagyonkezelő) tulajdonában van - amely 2003-ban ajándékba kapta Eila Chewett-től - és a Historic Scotland (Történelmi Skócia) működteti. Ez a Historic Scotland harmadik legnagyobb forgalmú emlékhelye. 2000-ben és 2001-ben a Historic Scotland programja keretében egy megfelelő, de nem hivalkodó látogatói központ épült és lehetővé tették a parkolást is. A látogatói központban található egy kiállítás a vár történetéről, látható jó néhány maradvány a középkorból, valamint van egy mozi, egy étterem és egy bolt is. A vár egész évben látogatható (belépődíj ellenében). A skót törvények változása folytán manapság különféle helyeken lehet házasságkötési ceremóniát végezni. Ezen helyek egyike Urquhart vára.

## Leírás

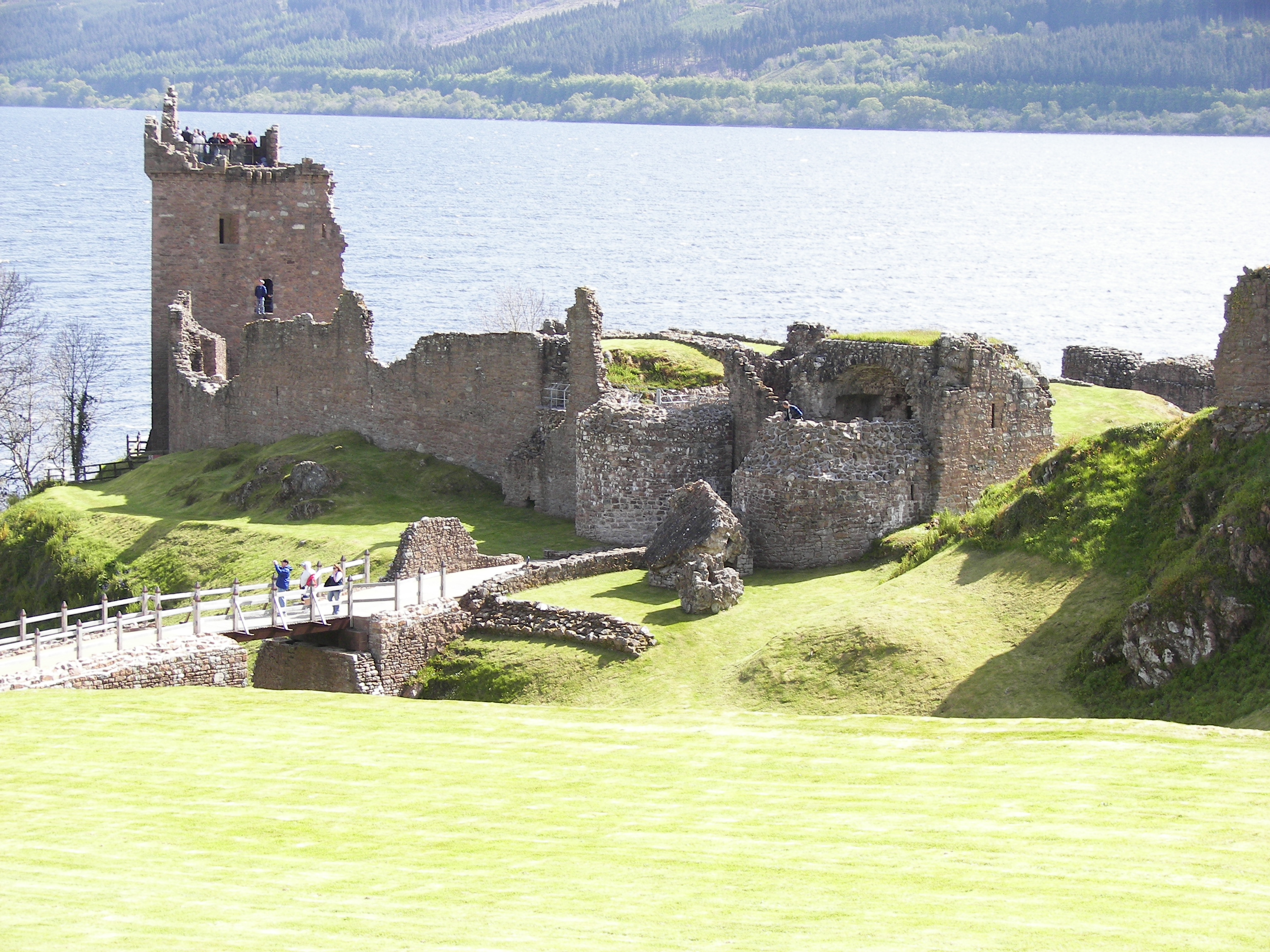
Urquhart vára és a Loch Ness.

A vár fallal körülvett része egy fekvő nyolcasra hasonlít, amely északkelet - délnyugat irányba van tájolva és a Loch Ness partján áll. A főkapu a szárazföld felőli oldalon van, a falak középső, keskeny szakaszának közelében. Van egy sokkal kisebb kapu is a tavi oldalon, a főkapuval átellenben. A vár egészen közel volt a vízhez, így az egyfajta természetes akadályt is jelentett. A szárazföldi oldalon sáncárkot ástak, melyen keresztül felvonóhíd vezetett a főkapuhoz.
A belső udvar legnagyobb fennmaradt része az északkeleti szakasz, mely egészen közel van a vízhez. Itt található az ötszintes lakótorony és egy magasra felhúzott várfal. A torony délnyugati oldalát egy vihar ledöntötte a 18. században, de a megmaradt részek elérhetők egy csigalépcső segítségével, amelyet a torony sarkába építettek. Bár egyetlen felső szint sem maradt épen, a támasztó gerendák helyei láthatók a kőfalban, illusztrálva a kor építészeti módszerét. A torony mellett áll a nagyterem, a konyha, különböző gazdasági helyiségek és egy kápolna, többnyire romokban.
Korábban volt a kastélynak egy másik beépített része is a déli oldalon, egy alacsony, körülbelül 5 méter magas dombon. Ezzel átellenben, a tavi oldalon volt található egy jóval később épült kovácsműhely és egy galambdúc. Ma a teljes terület romokban áll és a lakótorony legfelső része a fennmaradt vár legmagasabb pontja.

## Fordítás
Ez a szócikk részben vagy egészben  az   Urquhart Castle című angol Wikipédia-szócikk ezen változatának fordításán alapul.  Az eredeti cikk szerkesztőit annak laptörténete sorolja fel. Ez a jelzés csupán a megfogalmazás eredetét és a szerzői jogokat jelzi, nem szolgál a cikkben szereplő információk forrásmegjelöléseként.